# Lilja Dögg Alfreðsdóttir
Lilja Dögg Alfreðsdóttir, née le 4 octobre 1973 à Reykjavik, est une femme politique islandaise, membre du Parti du progrès. Depuis 2021, elle est ministre du Tourisme, du Commerce et de la Culture.
Elle est ministre des Affaires étrangères de 2016 à 2017, puis ministre de l'Éducation, de la Science et de la Culture de 2017 à 2021.